# ミオフィラメント
ミオフィラメント（英: myofilament）は、筋肉のサルコメア（sarcomere）における細いフィラメント（thin filament）と太いフィラメント（thick filament）のことを指す。細いフィラメントはアクチンが重合してできたアクチンフィラメントにトロポニンとトロポミオシンが会合して形成されており、太い線維はミオシンが重合して形成されている。サルコメア（sarcomere）は横紋筋における収縮を担う最小単位を形成する構造であり、無数のサルコメア（sarcomere）がZ線（Z line）を介して直列に連なって筋原線維（ミオフィブリル, myofibril）を形成している。筋細胞の中では多数の筋原線維が並列に束ねられてぎっしりとつまっている。骨格筋細胞は細長いため筋線維とも呼ばれるが、これに対応する英語はmuscle fiberでありmyofilamentではない。筋線維が束ねられて筋線維束（muscle fascicle）を形成し、それがさらに束ねられて筋肉（muscle）を形成する。

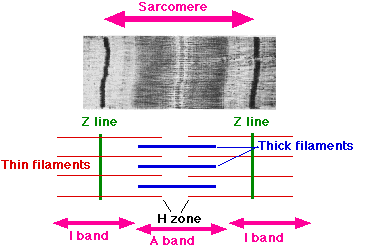
Sarcomere サルコメア 筋節

Myofibril　ミオフィブリル　筋原線維

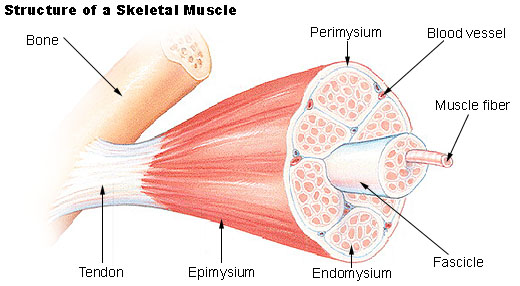
Muscle 筋肉